# Campo Bonito
Campo Bonito est une municipalité brésilienne située dans l'État du Paraná.